# 祖父君神社

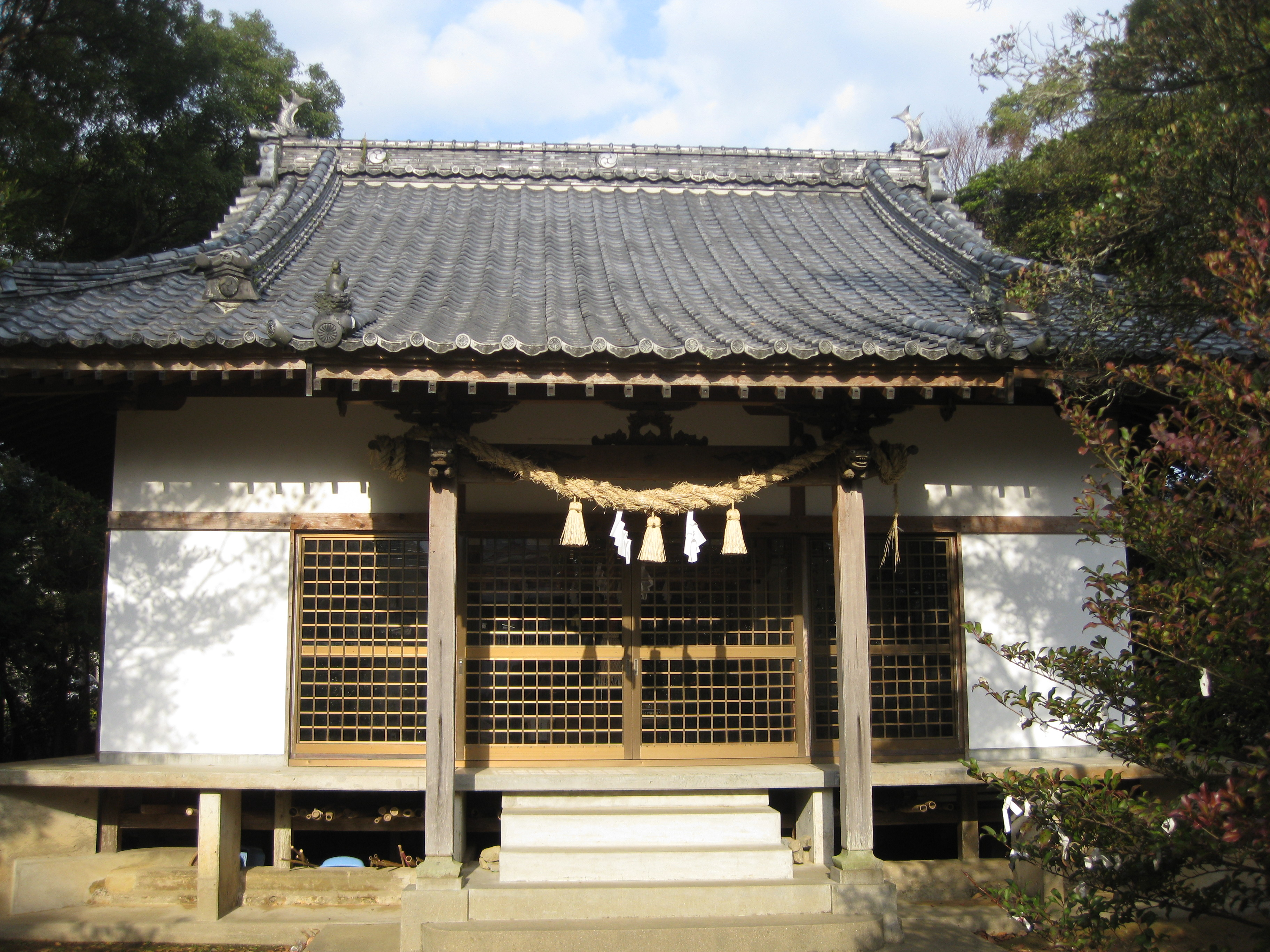
社殿

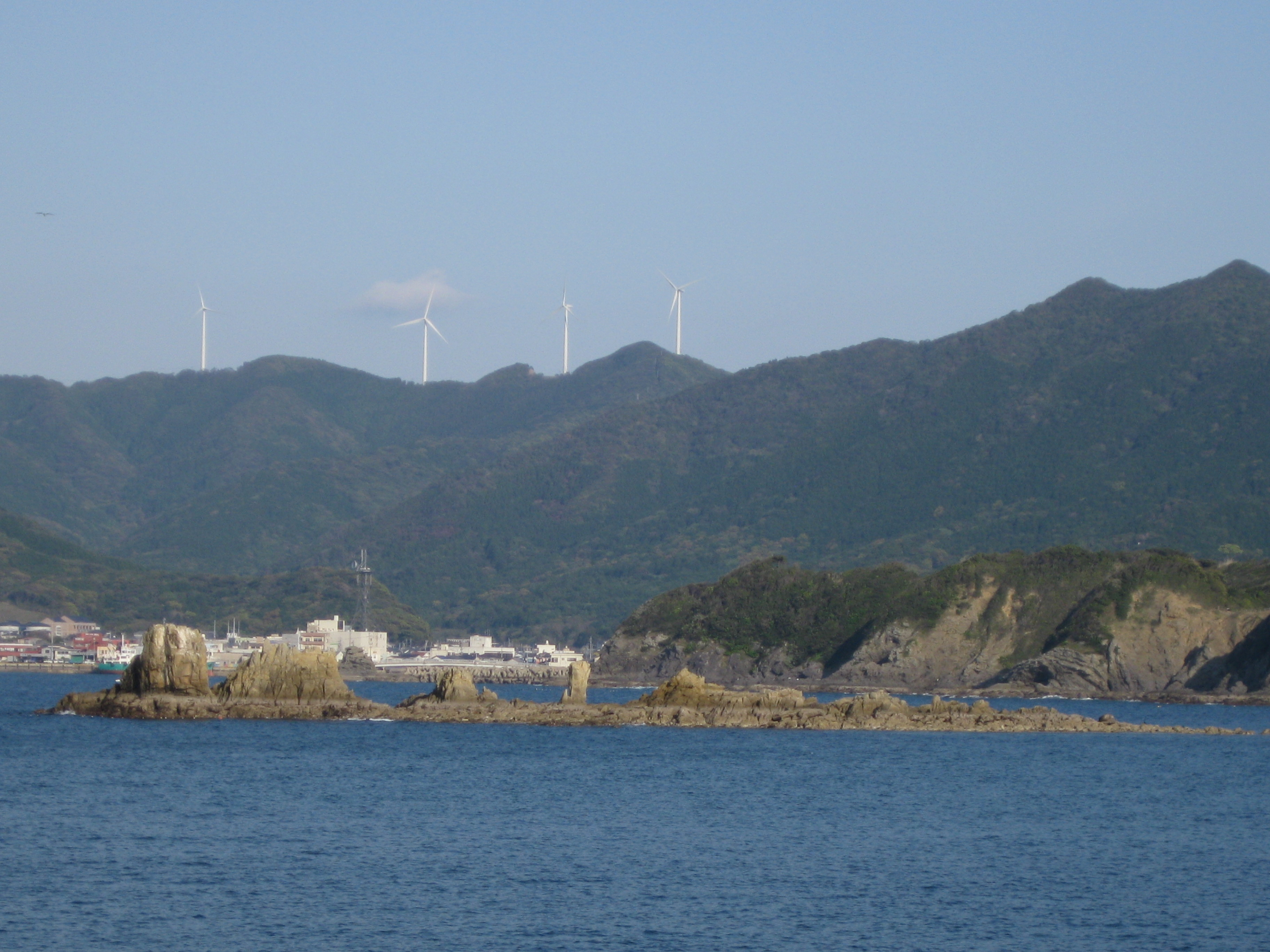
萬福籠瀬

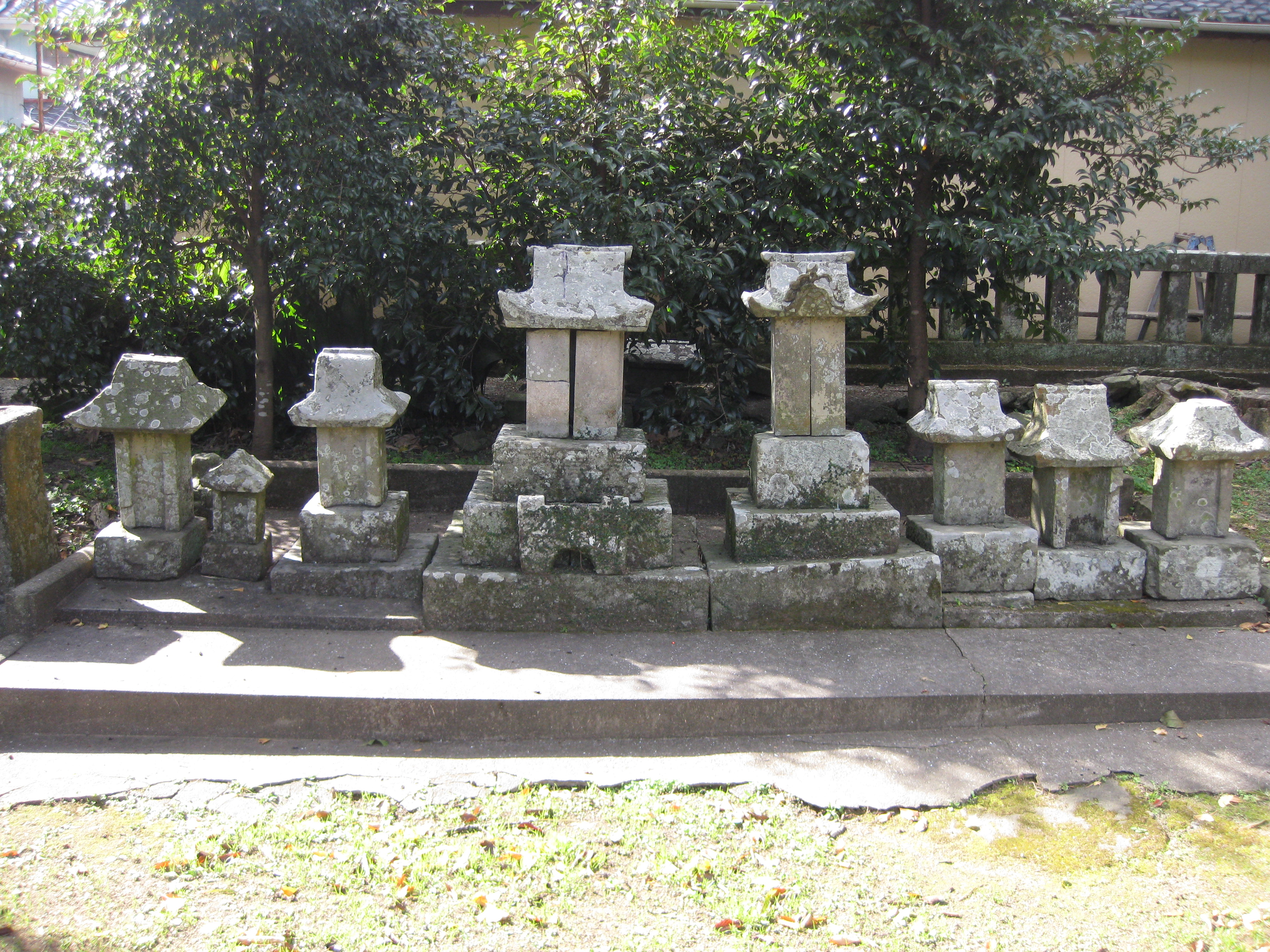
境内社

祖父君神社（おじぎみじんじゃ）は、長崎県南松浦郡新上五島町浦桑郷に鎮座する神社である。有川郷の祖母君（うばぎみ）神社（現有川神社）と由緒を同じくし、祖母君神社を「下の宮」と呼ぶのに対し、当社は「浦の宮」と呼ばれる。

## 祭神
伊邪那岐尊を主祭神に、倉稲玉神、誉田別神 、事代主神、 市岐国姫神（田心姫命）、素戔嗚神の5柱を配祀する。
配祀神中の市岐国姫神と素戔嗚神は、昭和62年（1987年）8月の台風で社殿が倒壊した旧胸肩神社の、誉田別神は境内社八幡神社の祭神である。

## 歴史
文明5年（1473年）8月、当時五島を領有していた宇久氏の次郎三郎と家臣の大久保家次に、有川湾に浮かぶ萬福籠瀬に陰陽の2神が天降り、「有川・魚目の守護神として奉祀せよ」との神託があった。神託を受けて同年8月13日、同地に陰神を奉祀（後の有川・祖母君神社）。同年11月1日、同地に陽神（伊邪那岐尊）を奉祀した。だが、陸地から遠く参拝に不便だったため陽神伊邪那岐尊を御亀地瀬に奉遷。その後、陸地により近いイタツシケ瀬に再度奉遷し魚目12ヶ村の宗廟とした。しかし、イタツシケ瀬もやはり不便な地であったため、文明10年（1478年）11月、現在の宮地に奉遷した。なお、家臣の大久保は後に姓を「宮田」と改め、当社の初代神主になった。
享保3年（1718年）に事代主神、宝暦6年（1756年）に倉稲玉神を合祀。
明治初年の神仏分離令の際には、当社の神体としていた不動明王像を同郷・白鳥神社（祭神・白鳥大神）に移している。同4年（1871年）村社に列せられ、同43年（1910年）10月に神饌幣帛料供進神社に指定、昭和9年（1934年）に郷社に昇格した。昭和62年10月7日、市岐国姫神と素戔嗚神を合祀。

## 祭祀
祇園祭、11月1日、2日の例祭には上五島神楽が奉納される。上五島神楽は国の選択無形民俗文化財に選択された五島神楽に含まれる。また、長崎県無形民俗文化財にも単独で指定されている。
主な祭礼・神事
- 元旦祭（1月1日）
- 祇園祭
- 例大祭（10月1日、2日）
- 大祓式（12月31日）
- 月次祭（毎月1、15日）

## 境内社
八幡神社

## その他の神社
その他の浦桑郷の神社に貴船明神社がある。
また、隣接する榎津郷に榎津神社が、七目郷に潮目天満神社が、青方郷に青方神社がある。

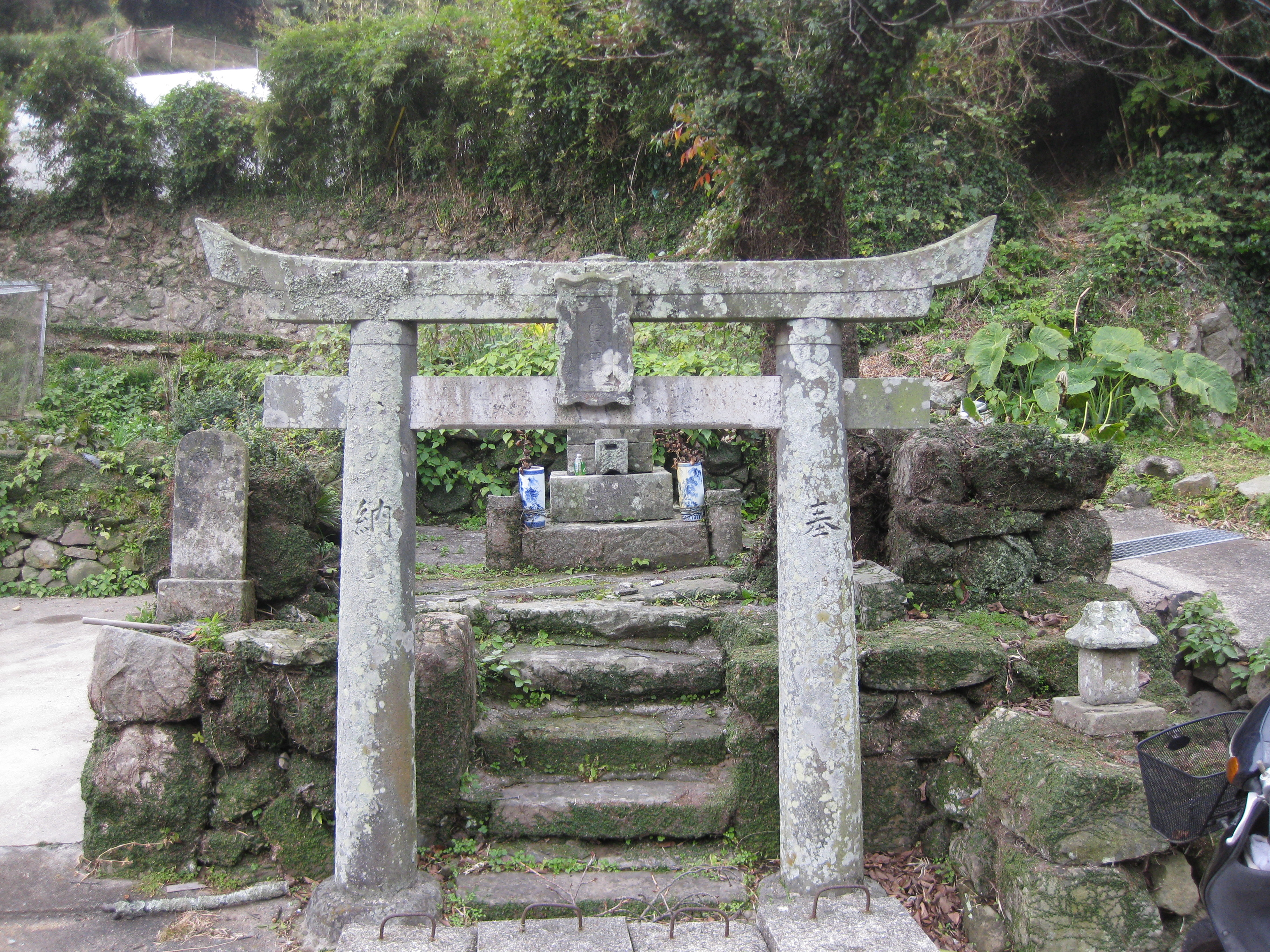
貴船明神社
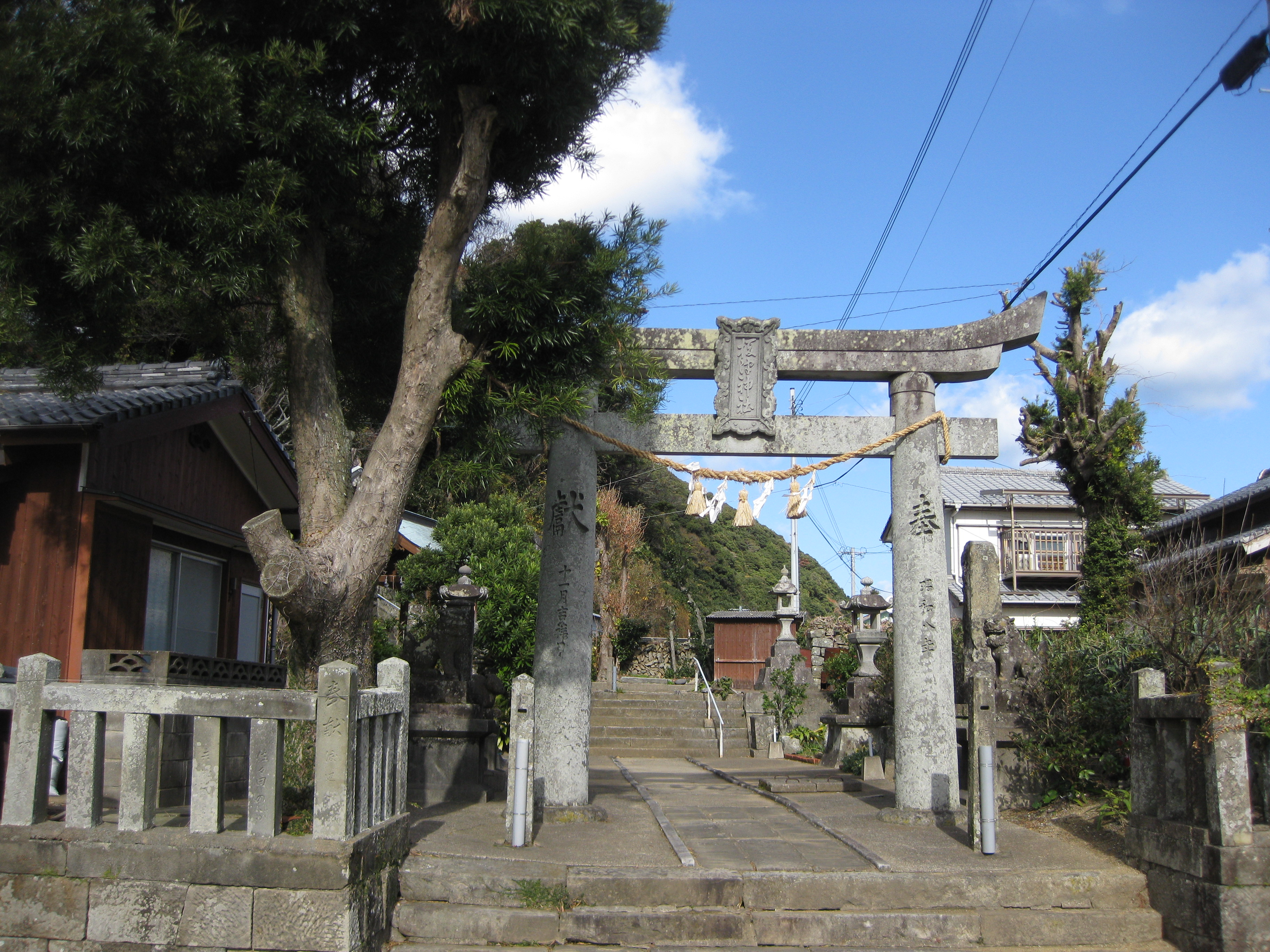
榎津神社（榎津郷）
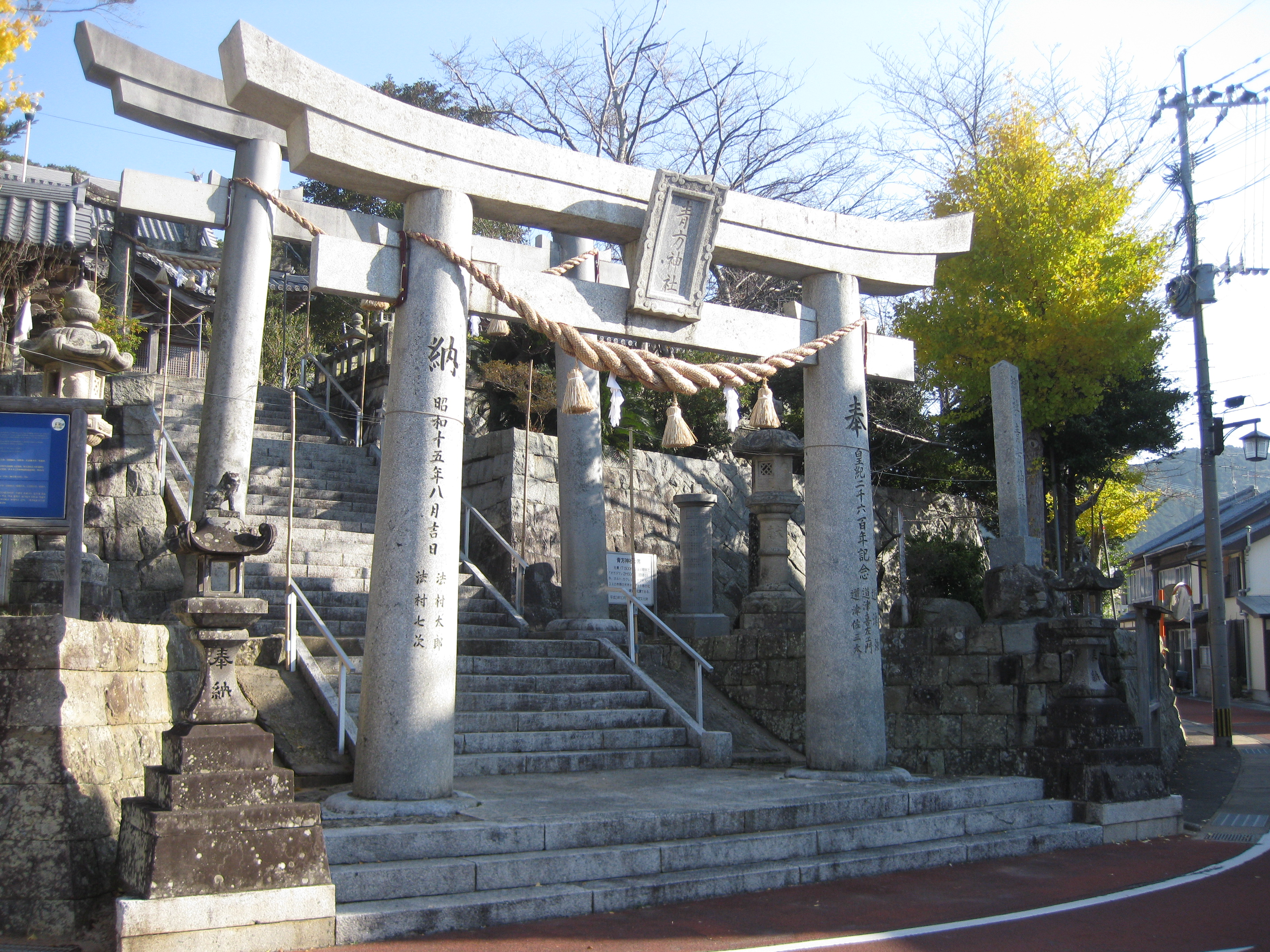
青方神社（青方郷）